# Khalabat
Khalabat é uma cidade do Paquistão localizada na província de Khyber Pakhtunkhwa.
Khalabat é um dos 8 conselhos locais do distrito de Haripur, que faz parte da província de Caiber Paquetuncuá, uma das 4 províncias do Paquistão.

## Visão geral
Khalabat é uma cidade moderna com a qualidade das infra-estruturas situadas entre o distrito capital Haripur e Tarbella Lago. A cidade foi nomeada após a aldeia Khalabat que foi submersa no Tarbela lago. Khalabat aldeia foi a sede do Tanoli e Utmanzai tribo e era famoso por citrinos jardins em todo o país. A aldeia do mesmo nome habitadas pela mesma tribo também é encontrada em Swabi distritais. Khalabat O nome é uma combinação de duas palavras "khala 'e' morcego '. Khala meio na vertical e morcegos significa pedra. Havia uma pedra coluna dez metros de altura erguida no terreno. 
A cidade é habitada por Syed Pathan e Famílias. Khalabat sempre foi uma posição proeminente na política eleitoral dos province.Akhter Nawaz Khan 2002-2008, Sardar Khan Nazim Saleem (2000 até data) representou o distrito na Assembléia Provincial. 
Akhtar Nawaz Khan foi o grande líder do Khalabat Town Ship, Ele iniciou sua carreira política a partir de 51 PF, Ele venceu a primeira eleição contra Sardar Mushtaq e, em seguida, foi eleito como ministro dos transportes. Infelizmente perdemos cidade em setembro 2008. Mas, e recentemente realizou eleições em novembro de 2008 o seu irmão mais novo Gohar Nawaz Khan ganhou a eleição e elegeu MPA da NWFP Assembley. 
A população da cidade, segundo o último censo realizado no país foi de cerca de 33000, que inclui principalmente em pessoas de 84 aldeias efectuadas pela Barragem Tarbella em 1974. Esta bela vila é bem planejado e está dividida em quatro setores. Politicamente, é dividido em dois conselhos união denominada União Khalabat Conselho (setor 3 e 4), e do Conselho da União Tarbela (setor 1 e 2. A cidade tem todas as instalações básicas disponíveis. Cada setor tem suas próprias principal mercado, sistema de abastecimento de água, separada escolas (primário, médio, alto, e de graduação superior), tanto para meninos e meninas. competições desportivas são os grandes eventos na cidade. O Recreio de Khalbat está entregando o seu importante papel na criação de um ambiente saudável. 
Sociedade de Khalabat é muito rico em cultura e traditions.The instituição de "hujra" ainda existe na cidade. Tradicional Pathan desporto "Makha" ainda é jogado em Khalabat. Maioria das pessoas falam Hindko. Pachto também é falado por uma pequena parte da população de bem que é entendido por todos os Pathans.